# Kintetsu-Hanazono-Rugbystadion
Das Hanazono-Rugbystadion der Stadt Higashiōsaka (jap. 東大阪市花園ラグビー場, Higashi-Ōsaka-shi Hanazono ragubī-jō), vor der Übertragung an die Stadt 2015 Kintetsu-Hanazono-Rugbystadion (近鉄花園ラグビー場, Kintetsu Hanazono ragubī-jō), ist ein Rugbystadion in der japanischen Stadt Higashiōsaka, Präfektur Osaka, auf der Hauptinsel Honshū. Es ist die Heimspielstätte der Rugby-Union-Mannschaft der Kintetsu Liners und bietet 30.000 Plätze. Die Mannschaft gehört dem Eisenbahnunternehmen Kintetsu.

## Geschichte

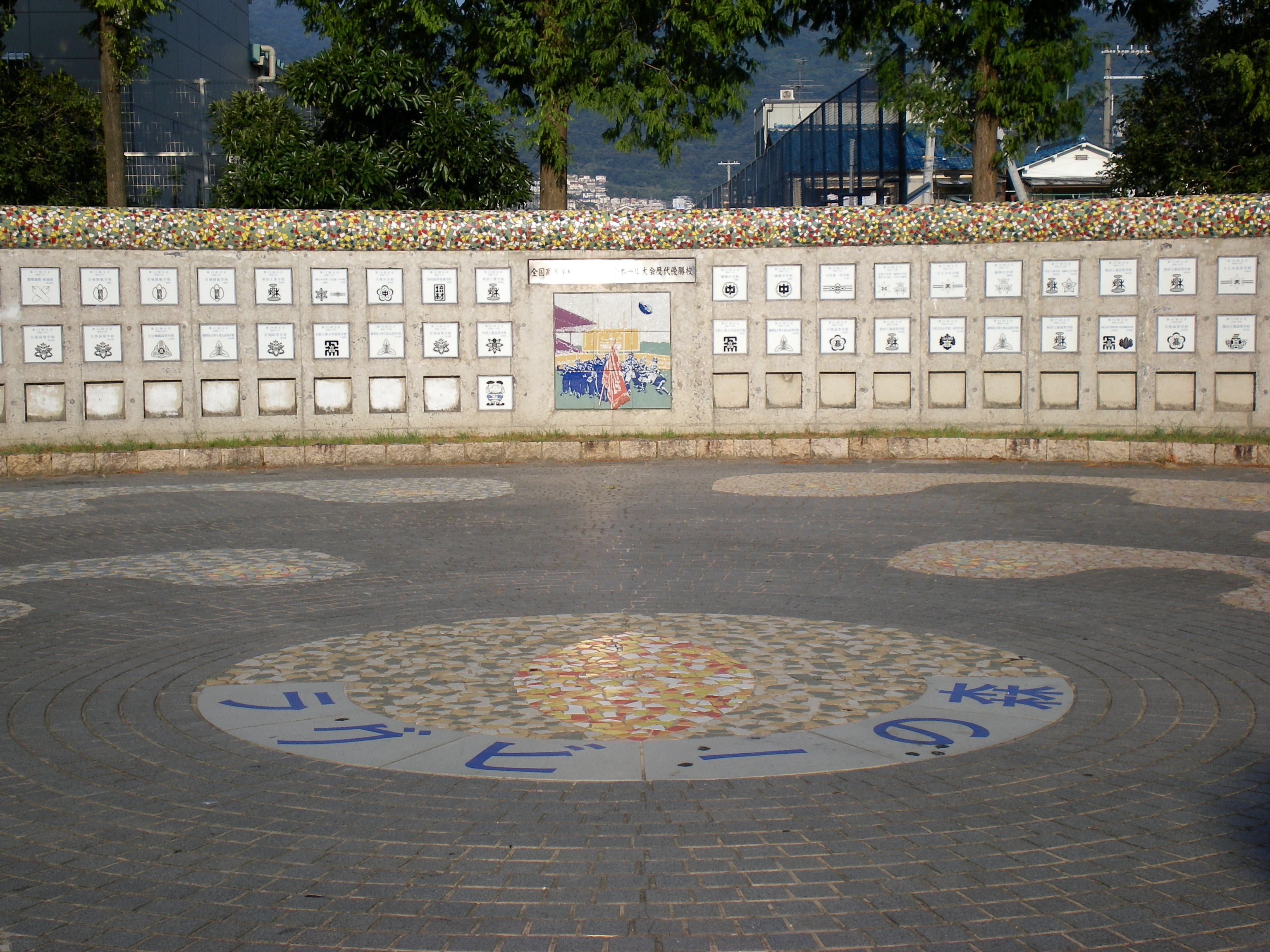
Im Zentralpark Hanazono (Hanazono Chūō Kōen) werden die siegreichen Oberschulen der Rugbymeisterschaft verewigt.

Das Stadion wurde als landesweit erstes Stadion speziell für Rugby von der Ōsaka Denki Kidō (kurz: Daiki), Vorläufer der Kintetsu, erbaut. Im Beisein des Prinzenpaares Chichibu wurde es am 22. November 1929 feierlich eröffnet. Seit 1962 ist es im Sommer Austragungsstätte des Endspiels der jährlichen Rugbymeisterschaft der Oberschulen in Japan. Bei einem Ausbau 1991 wurde die Kapazität des Stadions von 12.000 auf 30.000 Plätze erhöht.
Neben dem Stadion befinden sich zwei weitere Rugbyplätze. Der Platz Nr. 2 wird von den Kintetsu Liners zum Training genutzt und Platz Nr. 3 ist mit einer Leichtathletikanlage ausgestattet. Er gehört der Stadt Higashiōsaka und ist offizieller Standort des japanischen Leichtathletikverbandes (Nihon Rikuren, JAAF). Nebenan befindet sich auch das 2006 fertiggestellte Hanazono-Chūō-Kōen-Baseballstadion, das für die zweite Mannschaft der Osaka Kintetsu Buffaloes geplant war, aber nach deren Fusion 2004 mit Orix BlueWave zu den Orix Buffaloes nicht mehr benötigt wurde.
Das Stadion war einer von zwölf Spielorte der Rugby-Union-Weltmeisterschaft 2019.